# Melbourne Port
Melbourne Port (engelska: Melbourne Ferry Port, Melbourne Harbour) är en hamn i Australien. Den ligger i kommunen Port Phillip och delstaten Victoria, nära delstatshuvudstaden Melbourne. Trakten är tätbefolkad. Närmaste större samhälle är Melbourne, nära Melbourne Port. 
Runt Melbourne Port är det i huvudsak tätbebyggt. Genomsnittlig årsnederbörd är 971 millimeter. Den regnigaste månaden är juni, med i genomsnitt 115 mm nederbörd, och den torraste är januari, med 34 mm nederbörd.